# Liliko Ogasawara
Pour les articles homonymes, voir Ogasawara.
Liliko Ogasawara, née le 21 mai 1972 à Englewood (New Jersey), est une judokate américaine.

## Palmarès international en judo
| Championnats du monde      | Championnats du monde | Championnats du monde |
| Année                      | Médaille              | Catégorie             |
| -------------------------- | --------------------- | --------------------- |
| 1993                       | argent                | –66 kg                |
| 1995                       | bronze                | –66 kg                |
| Jeux panaméricains         |                       |                       |
| Année                      | Médaille              | Catégorie             |
| 1991                       | bronze                | –66 kg                |
| 1995                       | argent                | –66 kg                |
| Championnats panaméricains |                       |                       |
| Année                      | Médaille              | Catégorie             |
| 1998                       | or                    | –61 kg                |